# Motion JPEG
Motion JPEG（モーション ジェイペグ）とは、動画圧縮形式の一つである。

## 概要
それぞれのフレームをJPEG形式で圧縮／伸長し、連続でこれを表示することで動画としている。
同じくJPEGの技術を応用した動画圧縮形式として知られるMPEGは時間軸すなわちフレーム間も圧縮するのに対し、Motion JPEGではフレーム間の圧縮を行わず、JPEGの2次元圧縮のみ行う方式である。音声ストリーム等を別とすれば、ファイルの実態は1コマ毎に静止画JPEGと同様の構造となる。そのため同じフレームレートであればMPEGよりは圧縮率が低くなるものの、激しい動きでもMPEGほど乱れない動画を作れた。一方でフレームレートが比較的ダイレクトにファイルサイズに反映されるため、フレームレートを犠牲にしてファイルサイズを減少させることもできた。また圧縮・展開が容易で、ソフトウェアやハードウェアのパワーをMPEGほど必要とはしない。さらに任意のフレームを切り出せるので、編集を容易に行える。
そのような扱いやすさを備える汎用の規格であることに加え、当時のマシンパワーでも圧縮率と画質をそれなりに両立できたことから、少なくとも1997年ごろまでは「もっとも実用的な動画圧縮方式」と言われていた。
コンテナ形式にはAVIとMOVがあり統一されていない。QuickTime Playerなどで再生可能なほか、Windowsではコーデックをインストールすることでメディアプレーヤーでも再生できる。
近年では、Motion JPEG 2000やMotion JPEG XRといった高性能な動画形式も開発されている。

## 用途
デジタルカメラ
JPEG変換処理能力が高いデジタルカメラやデジタルフォトフレームでの録画、再生用として利用される。特に他の一般的な動画形式よりも任意のフレームを抽出した際の画質に優れることから、産業用カメラに適している。

ビデオキャプチャー
当初は一部のビデオキャプチャーカードの出力形式として利用されることも多かったが、マシンパワーやハードウェアの進歩により、次第にMPEG-4 AVCにその地位を明け渡した。そのためにパソコン上で記録するために用いられることは少なくなった。

ゲーム機
当時の家庭用テレビゲーム機の一部にも採用されており、動画再生機能を売りとしたPC-FXにMotion JPEGデコーダが搭載されたほか、初代プレイステーションの動画再生形式としてもサポートされた。また、後年にはWiiの写真チャンネルの動画形式としてもMotion JPEGが採用された。